# Tammuru
Tammuru is een plaats in de Estlandse gemeente Pärnu, provincie Pärnumaa. De plaats heeft de status van dorp (Estisch: küla).
Tot 1 november 2017 lag Tammuru in de gemeente Paikuse. Op die dag werd Paikuse bij de gemeente Pärnu gevoegd.

## Bevolking
Het dorp had 118 inwoners op 31 december 2011 en 100 inwoners op 31 december 2021.